# Tarło

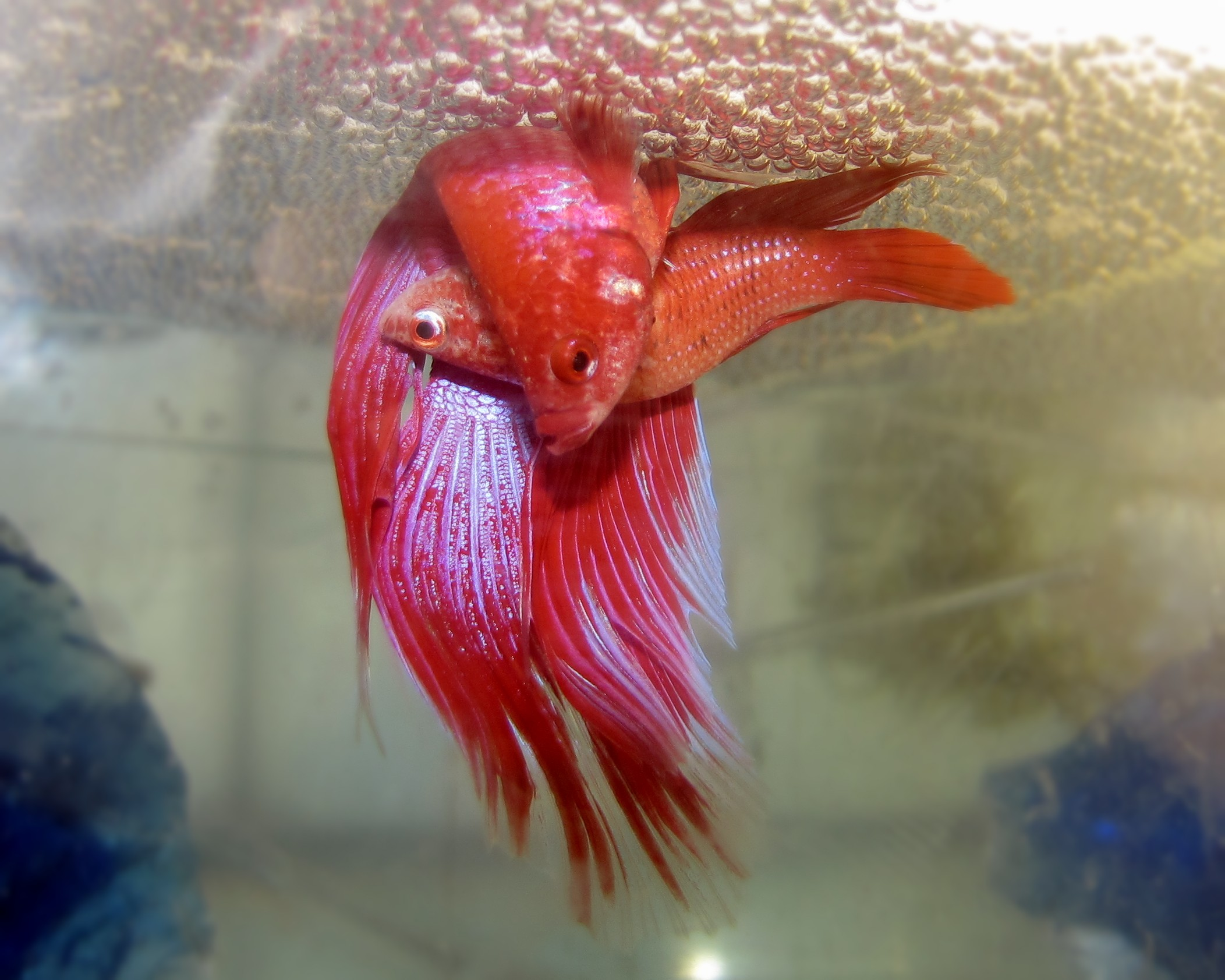
Tarło pary bojowników syjamskich

Tarło – okres godowy u ryb jajorodnych, w czasie którego samica składa ikrę, a samiec uwalnia plemniki celem zapłodnienia jaj. Nazwa pochodzi od specyficznego zachowania się ryb w tym okresie. Ryby stają się niespokojne, ocierają się bokiem o dno, samce (tzw. mleczaki) ocierają się bokiem o samice (tzw. ikrzaki) polewając mleczem składaną ikrę. Ryby w tym okresie nazywa się tarlakami, a miejsce, gdzie tarło się odbywa – tarliskiem.
Przebieg tarła jest różny w zależności od gatunku. Ryby opiekujące się ikrą przed przystąpieniem do tarła wybierają terytorium. Szczelinowce preferują skalne groty, muszlowce potrzebują do tego celu pustej muszli, wiele gatunków przygotowuje podłoże (np. wykopują dołek, czyszczą powierzchnię kamienia, a nawet budują gniazdo). Zapłodniona ikra jest składana na podłożu, czasem przyklejana do powierzchni skał lub roślin, a rodzice chronią ją przed drapieżnikami, często wachlując płetwami dla zapewnienia dopływu tlenu. Najwyżej rozwiniętą formę opieki nad ikrą przyjęły gębacze pobierające ikrę do pyska. Pozwala im to na ucieczkę lub ukrycie się przed większym drapieżnikiem nie pozbawiając potomstwa opieki. Takie strategie rozrodcze pozwalają rybom na składanie małej liczby komórek jajowych.
Większość gatunków ryb nie sprawuje opieki nad złożoną ikrą. Ich tarło przebiega często w dużych zgrupowaniach. Samice składają dużo jaj – czasami miliony sztuk – na całym terenie tarliska. Po zapłodnieniu ikry przez samce ryby odpływają. Jaja mogą unosić się w wodzie, swobodnie opadać lub – jeśli mają kleistą otoczkę – przyklejać się do roślin lub podłoża.
Dla niektórych gatunków (np. węgorzowatych, łososiowatych) tarło jest ostatnim aktem życiowym. Po jego odbyciu ryby te giną.
W hodowli ryb przeprowadza się sztuczne tarło polegające na pobraniu ikry od samicy, a następnie polaniu jej mleczem świeżo pobranym od samca. Tak zapłodniona ikra jest mieszana i zalewana wodą.